# Park Tae-hwan
Park Tae-hwan (em coreano:  박태환; Seul, 27 de setembro de 1989) é um nadador sul-coreano. É medalhado olímpico nos Jogos de Pequim 2008 e de Londres 2012.